# Comuna Severin, Bjelovar-Bilogora
Severin este o comună în cantonul Bjelovar-Bilogora, Croația, având o populație de 877 de locuitori (2011).

## Demografie
Componența etnică a comunei Severin
     Croați (87%)
     Sârbi (8,21%)
     Necunoscut (2,17%)
     Neclasificat (2,17%)
Componența confesională a comunei Severin
     Catolici (86,32%)
     Ortodocși (7,87%)
     Fără religie și atei (3,88%)
     Necunoscută (1,71%)
     Alte religii (0,23%)
Conform recensământului din 2011, comuna Severin avea 877 de locuitori. Din punct de vedere etnic, majoritatea locuitorilor (87,0%) erau croați, cu o minoritate de sârbi (8,21%). Apartenența etnică nu este cunoscută în cazul a 2,17% din locuitori. Din punct de vedere confesional, majoritatea locuitorilor (86,32%) erau catolici, existând și minorități de ortodocși (7,87%) și persoane fără religie și atei (3,88%). Pentru 1,71% din locuitori nu este cunoscută apartenența confesională.